# Fantapocket
Fantapocket è stata una collana editoriale di fantasy e fantascienza edita da Longanesi e composta di 32 numeri, pubblicata a cadenza mensile tra il 1976 e il 1978.

## Storia
La letteratura speculativa in lingua inglese era già stata importata in Italia nei tardi anni Cinquanta e poi per tutti gli anni Sessanta, principalmente attraverso pubblicazioni per le edicole quali le collane Urania, Galassia, I Romanzi del Cosmo e Nova SF*; ben presto apparvero vere e proprie collane librarie distribuite per corrispondenza, come le linee Slan e Saturno di Libra Editrice o lo Science Fiction Book Club di Casa Editrice La Tribuna, e nei primi anni Settanta si ebbe l'ingresso in libreria delle pubblicazioni di Editrice Nord (Cosmo Argento, Cosmo Oro e Arcano, poi rilanciata come Fantacollana). In questo periodo Longanesi aveva occasionalmente pubblicato opere di genere, fra cui Fiori per Algernon di Daniel Keyes nel 1967 (entro Collana Psico 2), e nel 1976 la direzione della casa editrice volle inaugurare una collana dedicata, appunto Fantapocket.
Fantapocket rispondeva direttamente al direttore generale di Longanesi Mario Monti e la sua curatela venne affidata a Federico Golderer, il quale orientò il progetto sull'importazione in Italia di autori contemporanei riconducibili al movimento New Wave: i primissimi volumi furono dedicati al ciclo di Samuel R. Delany La caduta delle Torri, la cui pubblicazione era già iniziata nella collana I Libri Pocket, ma subito dopo emerse una preferenza netta per i romanzi auto-conclusivi di lunghezza contenuta e per le antologie di racconti, sia personali sia miscellanee. A partire dal volume 16, Golderer iniziò a corredare ogni volume di un profilo biografico dell'autore e di una bibliografia essenziale; a partire dal numero 20 il curatore non venne più accreditato, e dal numero 27 in poi fu Gianni Montanari a curare i testi di apparato. La collana venne tuttavia interrotta dopo soli due anni e concluse le pubblicazioni con la tetralogia di Dorian Hawkmoon composta da Michael Moorcock; nel frattempo Longanesi aveva inaugurato una linea complementare ai Fantapocket intitolata La Fantascienza, chiusa anch'essa già nel 1978. Da quel momento la casa editrice accantonò l'idea di una linea espressamente dedicata alla narrativa fantastica e riprese a pubblicare tali opere nelle sue collane generaliste.
I volumi Fantapocket furono pubblicati a cadenza mensile; erano lunghi in media 180-200 pagine, rilegati in brossura e nel piccolo formato 177 x 115 mm.

## Elenco delle uscite
| Numero | Autore                         | Titolo                          | Note                                                                                                | Anno           |
| ------ | ------------------------------ | ------------------------------- | --------------------------------------------------------------------------------------------------- | -------------- |
| 1      | Samuel R. Delany               | Le torri di Toron               | Secondo romanzo della trilogia La caduta delle Torri.                                               | Marzo 1976     |
| 2      | Hal Clement                    | Il cerchio di fuoco             | | Giugno 1976    |
| 3      | Samuel R. Delany               | La città dai mille soli         | Terzo romanzo della trilogia La caduta delle Torri.                                                 | Luglio 1976    |
| 4      | Lin Carter                     | La valle senza tempo            | Secondo romanzo della tetralogia Misteri di Marte.                                                  | Agosto 1976    |
| 5      | J. G. Ballard                  | Il giorno senza fine            | Raccolta di dieci racconti allestita dall'autore.                                                   | Settembre 1976 |
| 6      | Mack Reynolds                  | L'occhio cosmico                | | Ottobre 1976   |
| 7      | Frank Herbert                  | Il cervello verde               | | Novembre 1976  |
| 8      | Damon Knight (curatore)        | Il sorriso metallico            | Antologia di undici racconti e una poesia composti da tredici scrittori.                            | Dicembre 1976  |
| 9      | Roger Zelazny                  | Morire a Italbar                | Secondo romanzo della dilogia di Francis Sandow.                                                    | Gennaio 1977   |
| 10     | John Brunner                   | Il visitatore                   | | Febbraio 1977  |
| 11     | David Gerrold (curatore)       | Protostar                       | Antologia di sedici racconti composti da altrettanti scrittori.                                     | Marzo 1977     |
| 12     | Poul Anderson                  | La danzatrice di Atlantide      | | Aprile 1977    |
| 13     | David S. Garnett               | Eclissi temporale               | | Maggio 1977    |
| 14     | Judy-Lynn Del Rey (curatrice)  | Stellar                         | Antologia di nove racconti composti da altrettanti scrittori.                                       | Giugno 1977    |
| 15     | Howard Waldrop e Jake Saunders | 1999: guerra Texas-Israele      | | Luglio 1977    |
| 16     | Poul Anderson                  | L'età del fuoco                 | Secondo romanzo della dilogia di Gunnar Heim.                                                       | Agosto 1977    |
| 17     | Roger Zelazny                  | Scegli un nuovo volto           | | Settembre 1977 |
| 18     | Thomas M. Disch (curatore)     | Domani andrà meglio             | Antologia di sedici racconti composti da altrettanti scrittori.                                     | Ottobre 1977   |
| 19     | Keith Laumer                   | Il clandestino dei mondi        | Secondo romanzo della tetralogia di Lafayette O'Leary.                                              | Novembre 1977  |
| 20     | Jack Vance                     | Crociata spaziale               | | Dicembre 1977  |
| 21     | Eando Binder                   | Adam Link Robot                 | Romanzo fix-up di dieci racconti con protagonista Adam Link.                                        | Gennaio 1978   |
| 22     | Michael Moorcock               | Il gioiello della morte         | Primo romanzo della prima tetralogia di Dorian Hawkmoon entro il macro-ciclo del Campione Eterno.   | Febbraio 1978  |
| 23     | Brian W. Aldiss                | L'albero della vita             | Raccolta di dieci racconti allestita dall'autore.                                                   | Marzo 1978     |
| 24     | Roger Zelazny                  | Ponte di cenere                 | | Aprile 1978    |
| 25     | Michael Moorcock               | L'amuleto del dio pazzo         | Secondo romanzo della prima tetralogia di Dorian Hawkmoon entro il macro-ciclo del Campione Eterno. | Maggio 1978    |
| 26     | Harry Harrison                 | Il vichingo in Technicolor®     | | Giugno 1978    |
| 27     | William Tenn                   | Nel migliore dei mondi          | Raccolta di sette racconti allestita dall'autore.                                                   | Luglio 1978    |
| 28     | Fritz Leiber                   | Siamo tutti soli                | Omnibus contenente il romanzo breve eponimo e due racconti.                                         | Agosto 1978    |
| 29     | Fred Hoyle                     | Il primo ottobre è troppo tardi | | Settembre 1978 |
| 30     | James Blish                    | L'apocalisse e dopo             | Quarto romanzo della tetralogia Dopo siffatta conoscenza.                                           | Ottobre 1978   |
| 31     | Michael Moorcock               | La spada dell'aurora            | Terzo romanzo della prima tetralogia di Dorian Hawkmoon entro il macro-ciclo del Campione Eterno.   | Novembre 1978  |
| 32     | Michael Moorcock               | Il segreto del talismano        | Quarto romanzo della prima tetralogia di Dorian Hawkmoon entro il macro-ciclo del Campione Eterno.  | Dicembre 1978  |